# Laura Sallés López
Laura Sallés López (català: Laura Sallés)  (Andorra la Vella, 15 de febrer de 1986) és una esportista andorrana que competeix en judo.
Va participar als Jocs Olimpics d'Estiu de 2016 on també fou l'abanderada. Va perdre en primera ronda contra Katharina Haecker.